# Суриков, Степан Владиславович
Степан Владиславович Суриков (род. 30 января 2002, Ижевск) — российский футболист, полузащитник клуба «Рубин-2».

## Биография
Воспитанник академии ФК «Рубин». Победитель первенства России среди команд спортивных школ 2002 года рождения в 2019 году. С 2019 года — в молодёжной команде «Рубина». В чемпионате России дебютировал 13 сентября 2021 года — в домашнем матче против «Урала» (4:0) вышел на 83-й минуте.
В феврале 2022 года был отправлен в аренду в белгородский «Салют» до конца сезона. В июле на правах годичной аренды перешёл в СКА Ростов-на-Дону.